# Carex aboriginum
Carex aboriginum е вид растение от семейство Острицови (Cyperaceae). Видът е критично застрашен от изчезване.

## Разпространение
Видът е ендемичен за Айдахо в западните части на Съединените щати.